# ماشین سحرآمیز (فیلم ۱۹۹۷)
ماشین سحرآمیز با عنوان اصلی به انگلیسی: The Love Bug، یک تله‌فیلم آمریکایی کمدی و ماجراجویانه به کارگردانی پیتون رید محصول سال ۱۹۹۷ که بازسازی یک فیلم سینمایی به همین نام توسط کمپانی تلویزیون والت دیزنی تولید شد این فیلم به عنوان بخشی از دنیای شگفت‌انگیز دیزنی در تاریخ ۳۰ نوامبر ۱۹۹۷ توسط شرکت پخش رسانه‌ای آمریکا منتشر شد.
این فیلم قسمت پنجم مجموعه فیلم‌های هربی وبازسازی قسمت اول و همچنین بخشی از دنباله هربی به مکزیک می‌رود (۱۹۸۰) است.

## قالب
- بروس کمبل در نقش هنک کوپر
- جان هانا در نقش سیمون مور سوم
- الکساندرا ونت ورث در نقش الکس دیویس
- کوین جی اوکانر در نقش ردی مارتل
- دانا گولد در نقش روپرت
- هارولد گولد در نقش دکتر گوستاو استامپفل
- میکی دولنز در نقش دونی شاتز
- دین جونز در نقش جیم داگلاس
- کلارنس ویلیامز سوم در نقش چاک
- جف گارلین در نقش بزرگراه بزرگراه